# Yuri Yejanúrov
Yuri Ivánovich Yejanúrov (ucraniano: Юрій Іванович Єхануров) político ucraniano y ex primer ministro de Ucrania.
Nació el 23 de agosto de 1948 en la aldea de Belkachi en la lejana República Autónoma Socialista de Yakutia, que es actualmente la República de Sajá dentro de la Federación Rusa. Yejanúrov, siendo un buriato étnico viajó a Ucrania, que en aquella época formaba parte de la Unión Soviética, donde ha estado la mayor parte de su vida y carrera. Posee un doctorado de grado equivalente en economía, está casado y tiene un hijo.
Fue primer ministro de Ucrania del 8 de setiembre de 2005 al 4 de agosto de 2006.

## Enlaces
- Portal oficial del Gobierno de Ucrania, Biografía de Yuri Yejanúrov (en inglés)
- Biografía de Yuri Yejanúrov, Fundación CIDOB